# Дисиликат калия
Дисиликат калия — неорганическое соединение,
соль калия и кремнёвой кислоты с формулой K2Si2O5,
бесцветные кристаллы,
растворяется в воде.

## Получение
- Сплавление поташа и оксида кремния в стехиометрических количествах:

{\displaystyle {\mathsf {K_{2}CO_{3}+2SiO_{2}\ {\xrightarrow {T}}\ K_{2}Si_{2}O_{5}+CO_{2}}}}

## Физические свойства
Дисиликат калия образует бесцветные гигроскопичные кристаллы
моноклинной сингонии,
пространственная группа C c,
параметры ячейки a = 1,6322 нм, b = 1,1243 нм, c = 0,9919 нм, β = 115,97°, Z = 12, d = 2,610 г/см³ (при 150 К).
Растворяется в воде.